# Hugo cel Mare
Hugo cel Mare (898 – 16 iunie 956) a fost duce al francilor și conte de Paris. A fost tatăl lui Hugo Capet, primul rege al francilor din Casa de Capet.
El a fost fiul regelui Robert I al Franței și al Béatrice de Vermandois, fiica lui Herbert I, Conte de Vermandois.  S-a născut la Paris, Île-de-France, Franța. 

## Ctitorii
- Abația Saint Jean des Vignes